# 莫丘迪
莫丘迪是博茨瓦納東南部的城鎮，也是卡特倫區的首府，位於首都哈博羅內東北37公里，由茨瓦納人在1871年建城，海拔高度938米，主要經濟活動是旅遊業，是該國遊客量最大的城市之一，2001年人口39,700。

## 外部連結
- Botswana Tourism homepage

24°25′S 26°09′E / 24.417°S 26.150°E